# Área silvestre

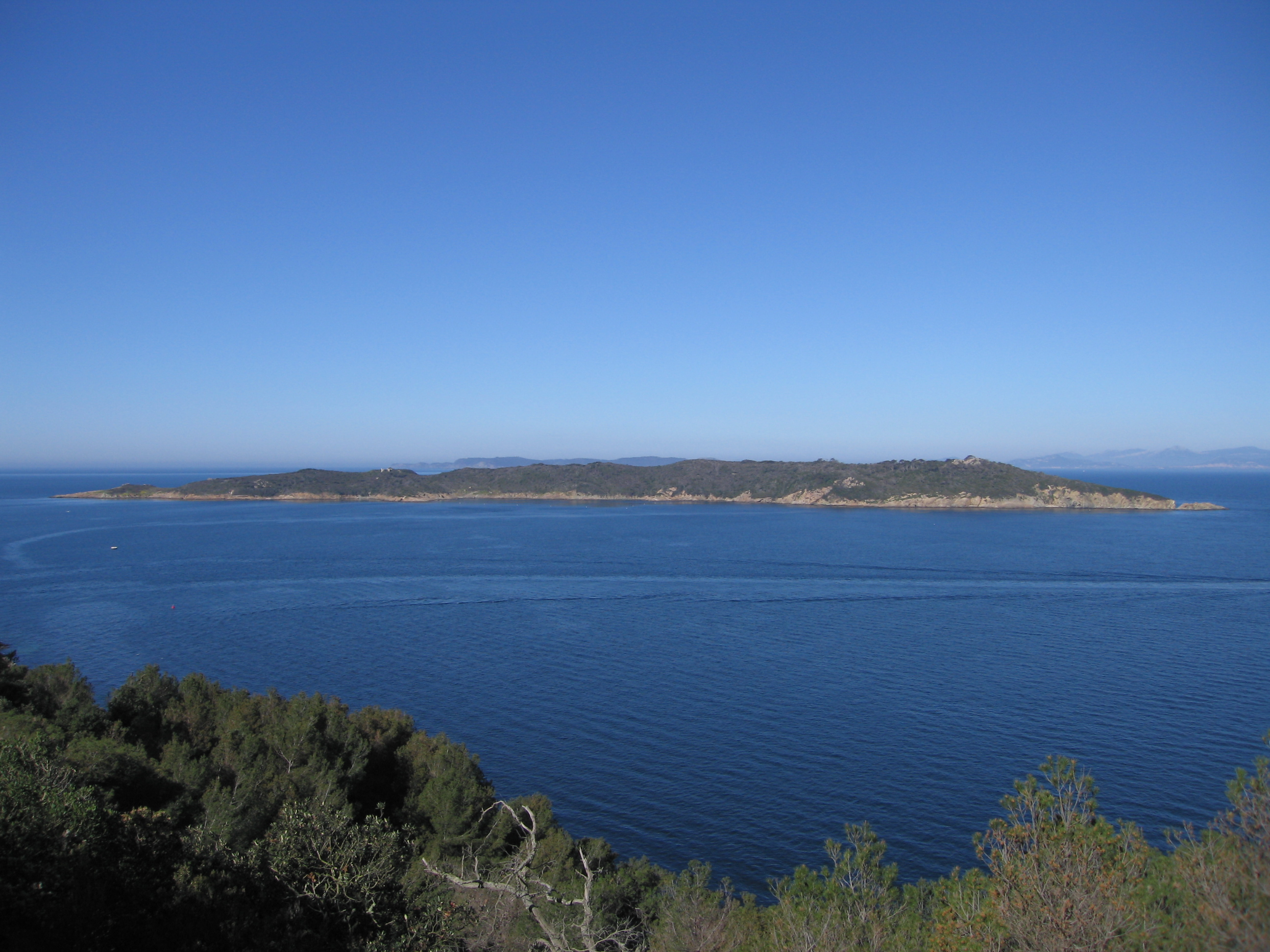
Un área silvestre es una región donde la tierra está en un estado natural.

Un área silvestre es una región donde la tierra está en un estado natural; donde el impacto de la actividad humana es mínimo, como un territorio virgen. También puede llamársele área salvaje o natural. En algunos países, las áreas silvestres tienen un propósito legal específico: definir áreas donde el desarrollo está prohibido por ley. Muchas naciones han designado áreas silvestres, incluyendo Australia, Canadá, Nueva Zelanda, Sudáfrica y los Estados Unidos.
La Fundación WILD establece que las áreas silvestres deben tener dos características: estar biológicamente intactas y legalmente protegidas. La Unión Internacional para la Conservación de la Naturaleza (UICN) clasifica las áreas silvestres en dos niveles, Ia (Conservación natural estricta) e Ib (Áreas silvestres).
La mayoría de los científicos y conservacionistas están de acuerdo en que ningún lugar en la Tierra está completamente inalterado por las actividades humanas, ya sea debido a la ocupación pasada de pueblos indígenas o a través de procesos globales como el cambio climático. Las actividades en los márgenes de las áreas silvestres, como la extinción de incendios y la interrupción de la migración animal, también afectan el interior de las áreas silvestres.

## Áreas silvestres por país

### Finlandia
Hay doce áreas silvestres en la región nativa de Sami en el norte de la Región de Laponia Finlandesa. Su objetivo es preservar el carácter silvestre de las áreas y promover el sustento tradicional de los Sami. Esto significa; por ejemplo, que se permite la cría de renos, la caza y la extracción de madera para su uso en el hogar. Como la población es muy escasa, esto generalmente no es una gran amenaza para la naturaleza. La cría de renos a gran escala tiene influencia en el ecosistema, pero la ley no introduce ningún cambio en las áreas silvestres. La Comisión Mundial de Áreas Protegidas (WCPA) clasifica las áreas como “VI Área Protegida con uso sustentable de los recursos naturales”.

### Francia
Desde 1861, la Agencia Militar de Aguas y Bosques de Francia puso una fuerte protección en lo que se llamó “reserva artística” en el Bosque Estatal de Fontainebleau. Con un total de 1,097 hectáreas, es conocida como la primera reserva natural mundial.
En la década de 1950, las Reservas Biológicas Integrales están destinadas al desarrollo de los ecosistemas sin interferencias, a diferencia de las Reservas Biológicas Gestionadas, donde se aplica una gestión específica para conservar la vulnerabilidad Especies o hábitats amenazados.
Las reservas biológicas integrales se producen en los bosques estatales franceses o en los bosques urbanos y; por lo tanto, son administradas en la actualidad por la Oficina Nacional de Bosques.
A fines de 2014, había 60 Reservas Biológicas Integrales en Bosques Estatales de Francia con un área total de 111,082 hectáreas y 10 en bosques urbanos con un total de 2,835 hectáreas.

### Nueva Zelanda
Hay siete áreas silvestres en Nueva Zelanda, según lo define la Ley de Parques Nacionales de 1980 y la Ley de Conservación de 1987 que se encuentran dentro de la definición de la UICN. Las áreas silvestres no pueden tener ninguna intervención humana y sólo pueden reincorporarse a las especies indígenas si es compatible con las estrategias de manejo de la conservación.

### Estados Unidos
En los Estados Unidos, un Área Silvestre es un área de tierra federal reservada por una ley del Congreso de los Estados Unidos. Las actividades humanas en áreas silvestres están restringidas al estudio científico y la recreación no mecanizada; Los caballos están permitidos pero los vehículos motorizados y la maquinaria no están permitidos.

### Australia
En Australia Occidental, un Área Silvestre es un área que tiene una calificación de calidad de vida silvestre de 12 o más y cumple con un umbral de tamaño mínimo de 8,000 hectáreas en áreas templadas o 20,000 hectáreas en áreas áridas y tropicales. Un área silvestre está registrada en la sección 62 (1) (a) de la Ley de Conservación y Gestión de Tierras de 1984.